# Campo San Geremia
El Campo San Geremia és una plaça de Venècia, situada al barri de Cannaregio, no gaire lluny del Ponte delle Guglie i de l' estació de tren de Santa Lucia.
Amb vistes al campo hi ha l'entrada al Palau Labia, la seu regional de la RAI, i l' església de San Geremia.

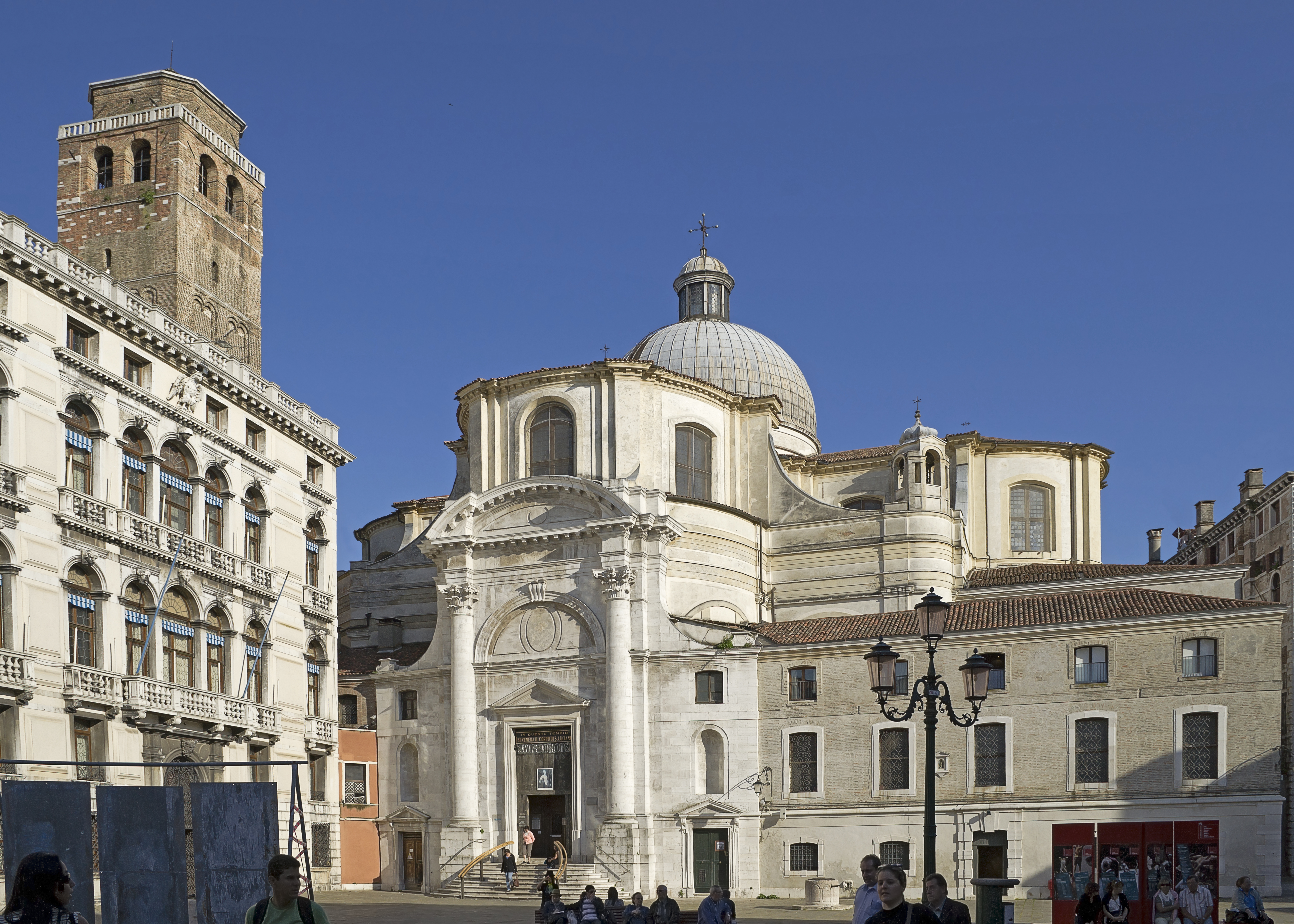
Església de San Geremia